# Celinnyj rajon (Calmucchia)
Il Celinnyj rajon (in russo Целинный район?, lingua calmucca: Целинн район) è un municipal'nyj rajon della Repubblica autonoma di Calmucchia, nella Russia europea. Istituito nel 1938, occupa una superficie di circa 5.258 chilometri quadrati, ha come capoluogo Troickoe e ospita una popolazione di 20.819 abitanti.